# Eilema interposita
Eilema interposita là một loài bướm đêm thuộc phân họ Arctiinae, họ Erebidae.